# 留古镇
留古镇，是中华人民共和国陕西省渭南市富平县下辖的一个乡镇级行政单位。

## 行政区划
留古镇下辖以下地区：
街东村、街西村、程郑村、孝义村、汝林村、皇甫村、三寨村、郭乔村、南川村、高堂村、贺兰村、西河村、联合村、义合村、吕兰村、惠刘村和大众村。